# Odiljon Hamrobekov
Odiljon Hamrobekov (Namangán, 13 de febrero de 1996) es un futbolista uzbeko que juega en la demarcación de centrocampista para el Pakhtakor Tashkent FK de la Super Liga de Uzbekistán.

## Selección nacional
Tras jugar en varias categorías inferiores de la selección, finalmente hizo su debut con la selección de fútbol de Uzbekistán en un partido amistoso contra Emiratos Árabes Unidos que finalizó con un resultado de 1-0 tras el gol de Ali Mabkhout.

## Clubes
| Club                  | País                   | Año       | Partidos | Goles |
| --------------------- | ---------------------- | --------- | -------- | ----- |
| FC Nasaf              | Uzbekistán             | 2013-2018 | 100      | 3     |
| Pakhtakor Tashkent FK | Uzbekistán             | 2019-2021 | 65       | 1     |
| Shabab Al Ahli Club   | Emiratos Árabes Unidos | 2021      | 8        | 0     |
| Pakhtakor Tashkent FK | Uzbekistán             | 2021-     | 51       | 1     |